# カメラセンター
- ディズニーパーク > 東京ディズニーリゾート > 東京ディズニーランド
  - ワールドバザール > カメラセンター
  - 東京ディズニーランドのショップの一覧 > カメラセンター

カメラセンター（Camera Center）は、東京ディズニーランドのワールドバザールにあるショップ。

## 概要
| カメラセンター | カメラセンター                                       |
| -------------- | ---------------------------------------------------- |
| オープン日     | 1983年4月15日 (東京ディズニーランドと同時にオープン) |
| スポンサー     | 富士フイルム                                         |
| 商品ジャンル   | 写真現像や写真関連商品の販売                         |
| 宅配センター   | なし                                                 |

カメラセンターは写真を現像するサービス（デジタル・フォトエキスプレス）を行っているショップ（詳細についてはデジタル・フォトエキスプレスの項目を参照）。また、フォトエキスプレスのサービス以外にも各種メモリーカードやフォトスタンド、使い捨てカメラなどの写真関連商品を販売している。メモリーカードに関しては、フォトエキスプレスに対応しているメモリーカードのみの販売となっており、（512MBや1GBなどの）大容量のものは販売していない。
もともとカメラセンターは、現在の「ワールドバザール・コンフェクショナリー」の一角に位置していた。しかし、2006年にカメラセンターを含む周辺の4つのショップが統合し、「ワールドバザール・コンフェクショナリー」が誕生するのに伴い、それまでの店舗を閉店してもともとはエンポーリアムの一画であった現在の場所に移転した。
以前の店舗は狭く全体的に暗めの雰囲気だったが、移転してからは広くなり、白を基調とした内装で明るい雰囲気になった。

## 取り扱い商品
- メモリーカード
  - xDピクチャーカード
  - SDカード
  - メモリースティックPro
  - スマートメディア
  - コンパクトフラッシュ
  - miniSDカード
  - メモリースティックDuo
- フォトスタンド
- 使いきりカメラ

## Trivia
- 店内には様々な写真が飾られているが、その中にはこのショップのスポンサーである富士フイルムのロゴ（FUJIFILM）が描かれたものがある。
- 移転前の店のオーナーはケイパビリティ・ブラウン。彼が世界中を旅した時の写真や、1890年から1917年当時の貴重なカメラ機材が展示されていた。また、入り口には彼の書斎もあった[1]。